# 전기 분해

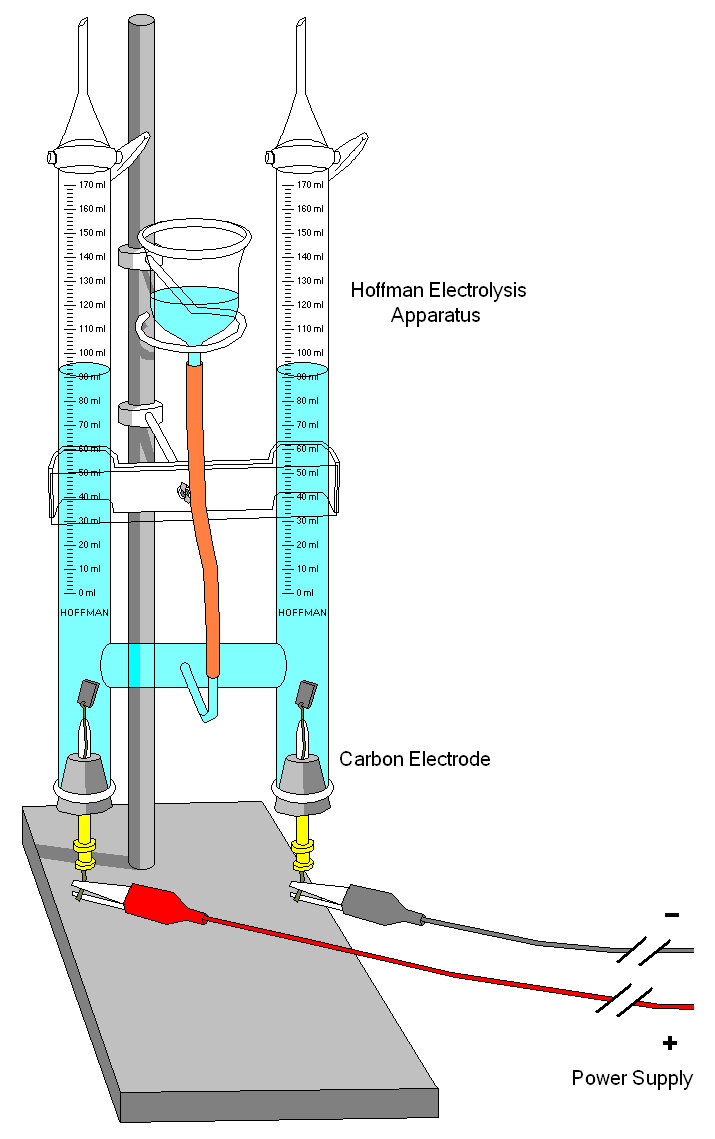
학교 실험실에서 쓰이는 전기 분해 기구의 모습.

전기분해(電氣分解, 영어: electrolysis)는 시료에 전압을 걸어 화학 반응이 일어나도록 하는 것이다. 더 구체적으로 말해 화합물에 충분히 높은 전압을 걸어 전기 화학적으로 산화 환원 반응을 일으키는 것을 말한다. 화학 및 제조업에서, 전기분해는 직류를 사용하여 통상적으로 비자발적인 화학적 반응을 유발하는 방식이다.  전기분해는 전기분해 셀(Electrolytic Cell)을 이용하여 원석과 같이 자연적으로 발생한 물질에서 원소를 분리해 내는 공정에서 많이 사용된다. 전기분해를 위해 필요한 전압은 분해전위(decomposition potential) 이라고 불린다. 전기분해는 우리 생활에 그렇게 가깝지는 않지만 미래에 발전성이 큰 방법이다.

## 개요
전기분해는 직류를 고체 및 용액에 녹아있는 이온화 물질을 흐르게 하면서 전극에서 화학적 반응과 물질의 분해를 일으킨다.
전기분해가 일어나기 위해 필요한 핵심 요소들은 다음과 같다.
전해질(Electrolyte): 전해질에서 전류를 흐르게끔 하는 자유이온을 보유한 이온 전도성 폴리머와 같은 물질.
직류(Direct Current) 전원 공급: 전해질에서 이온의 형성 또는 방출을 위해 필요한 에너지를 공급하는 장치이며, 전류는 전자에 의해 외부회로로 흐른다.
금속, 그래파이트(Graphite) 및 반도체 전극들은 여려 분야에서 사용중에 있다. 전극은 전극간 화학적 반응, 전해질 및 가격에 의해 결정된다.

## 수소 에너지 개발의 필요성에 따른 연구
화석연료로부터 비롯된 에너지 위기가 심화되면서 신재생에너지, 그 중에서도 수소에너지에 대한 학계와 산업계에서 많은 관심을 받고 있다. 화석연료의 경우 고갈 위기와 더불어 환경오염의 측면에서 많은 문제가 있었다. 이로 인해 화석연료를 대체할 친환경적이고 무한한 신재생에너지에 대한 연구가 이어져 왔고, 그 중에서도 energy carrier로 수소에너지가 대두되고 있다. 수소의 경우, 공기 중에서 연소될 때 산소와 반응하는데(2H2(g) + O2(g) → 2H2O(l)) 다른 오염물질은 방출하지 않고 오직 물만 방출하므로 매우 친환경적이다. 또한, 수소에너지는 물이라는 풍부한 자원이 원료이므로 무한한 자원으로 여겨진다. 수소의 질량당 에너지 밀도는 142kJ/g으로 휘발유의 4배, 천연가스의 3배 수준으로 고효율이며, 다양한 형태로 저장이 용이한 점은 수소에너지를 이상적인 energy carrior으로 꼽는 이유이다.[1]

## 물전기분해 (수전해)
수소를 생산하기 위한 많은 연구가 진행되고 있으며 그 중에서도 적은 에너지를 가지고 반응을 쉽게 일으키게 하는 전극촉매에 쓰일 물질에 대한 연구가 많은 관심을 받고 있다. 현재까지 수소를 대량생산하기 위해 가장 경제적인 방법은 화석연료로부터의 추출이다. 하지만, 앞에서 다룬 것처럼 화석연료의 사용은 많은 문제점을 일으키고 있어 대안이 필요한데, 그 중 하나는 수전해(H2O(l) → H2 + 1/2O2(g))이다. 수전해란 물에 전기에너지를 가해 수소와 산소로 분해하는 것으로 이러한 연구의 핵심은 수전해에 필요한 에너지를 낮춰주는 전극촉매에 있다. 물을 전기 분해할 때 +극과 -극에서 발생하는 기체의 성질을 확인할 수 있다. 수산화나트륨을 조금 넣은 물에 전류를 흘려 준 후 생성 물질을 확인할 수 있다. 물의 공유 결합이 끊어지면서 물은 수소와 산소로 전기 분해된다.수전해는 크게 수소 발생 반응(hydrogen evolution reaction(HER), 2H+ (aq) + 2e- → H2 (g))과 산소 발생 반응(oxygen evolution reaction(OER), 2 H2O (l) → 4e- + 4H+ (aq)+ O2 (g)), 위 두 가지 반쪽 반응(half-reaction)으로 구성된다. 그 중 산성 용액에서 HER에 가장 우수한 촉매로 꼽히는 물질은 바로 백금(Pt)이다. 그러나 백금은 매장량이 매우 적고 단가가 높아 공정에 적용하기 어렵다. 이에 따라 백금을 대체할 새로운 물질에 대한 많은 연구가 진행되고 있다.
각 전극에서 일어나는 반응
| 구분          | 환원 전극                        | 산화 전극                                                   |
| ------------- | -------------------------------- | ----------------------------------------------------------- |
| 반응식        | 2H2O(l) + 2e- → H2(g) + 2OH-(aq) | H2O(l) → {\displaystyle {\frac {1}{2}}}O2(g)+ 2H+(aq) + 2e- |
| 발생하는 기체 | 수소                             | 산소                                                        |
| 주위의 액성   | OH-이 생성되므로 염기성 용액     | H+이 생성되므로 산성 용액                                   |

하지만 환원전극에서는 전해질의 음이온이 환원되고 산화전극에서는 양이온이 산화되므로 대부분의 경우 환원전극 주위의 액성은 염기성, 산화전극은 산성 용액이 된다.
전체 반응
2H2O(l) → 2H2(g) + O2(g)
H2와 O2의 계수비가 2:1이므로 발생하는 수소:산소 기체의 부피비 = 2:1

## 유기물 수전해
수소를 연료로써 사용하기 위해서 현재 많은 관심을 받고 있는 방법은 신재생에너지로부터 전력을 공급받아 물전분해장치를 통한 수소발생이다. 하지만 물전기분해시 매우 높은 과전압(E°rev = 1.23 V)을 필요로 하게 되어 전체적으로 시스템 효율을 낮추는 영향을 미치고 있다. 이런 이유로 물전기분해 장치의 스택은 4.2 kWh m−3의 전력이 요구되며, 실제 상용 시스템의 경우 6 kWh m−3 이상의 전력을 필요로 한다. 유기물수전해 (organic solution assisted water electrolysis) 방식은 이를 보완하고자 알코올류 (에탄올, 메탄올), 글리세롤, 개미산 등의 유기물과 물을 혼합한 연료를 이용하여 전기분해를 통해서 수소를 얻는 방법이 최근 다각도로 연구되고 있다.

## 탄소-물 공동 전기분해
고체 탄소와 물을 전기분해 하여 수소를 얻는 방법으로 탄소/석탄 보조 물전기분해 (Carbon/coal-assisted water electrolysis; CAWE)라고도 한다. 이 방법은 물전기분해에서 공동으로 탄소가 반응식에 참여함으로써 수소 생산 작동 thermo-neutral 전압을 이론적으로 약 0.46 V at 25'C (저온 수전해 방식) 혹은 고온수전해 방식의 경우 약 0.26 V at 827'C까지 낮출수 있으며, 기존의  PEM 수전해 방법의 1.48 V at 25'C 보다 1/3가량 전력 소비를 줄일수 있는 획기적인 수소 생산 방법이다.,이 방법은 Coughlin and Farooque 이 Nature지에 1979년 발표되었으나, 수소생산 보다는 석탄 개질/황 제거 등의 다른 전기화학적 연구가 더 집중되었다가 최근 석탄 활용의 친환경적인 이용 방법의 다변화를 위해서 최근 다시 떠 오르고 있는 공정이다.

## 전기분해 반응(산화와 환원, 에너지방출, 패러데이 법칙)
전기분해의 핵심 반응은 외부회로를 통해 공급 또는 제거되는 전자를 통해 원자와 이온간의 전달이다. 전기분해를 통해 생산하고자 하는 물질은 전해질과 다른 물리적 형태를 띨 수 있다. 예를 들어 소금물 전기분해는 수소와 염소를 생산하는데 생산물은 가스형태이며, 가스들만 별도로 수집된다. 전해질을 함유하고 있는 액체는 통상적으로 다음과 같이 생산된다.
- 가동이온을 생산하기 위해 이온 화합물을 (물에)녹이거나 반응시키는 방법
- 이온화합물을 가열하여 녹이는 방법

전해질에 잠겨있는 전극 한쌍을 통해 전기적 전위가 공급된다. 각 전극은 상반된 전하를 띄는 이온들을 당기게 된다. 양전하들은 전자를 공급하는 전극인 음극을 향하며, 음전하는 전자를 회수하는 전극인 양극으로 향한다. 이 반응중에서 전자는 흡수 또는 방출된다. 중성을 띄는 원자들은 전자를 잃거나 얻으면서 양이온 또는 음이온이 된다. 이온이 전자를 얻거나 잃는 경우에는 전하를 띄지 않는 원자가 되며, 전해질에서 분리되어 나온다. Cu2+와 같은 양전하를 띄는 금속이온은 Cu로 변환되면서 음극 표면에 형성된다.
이러한 내용은 전기도금, 전해채취 및 전기제련이라 불린다. 이온이 전자를 얻거나 잃었음에도 중성이 되지 않는다면, 과정중에서 전기전하는 변경된다. 화학에서는 전자를 잃는 경우에는 산화(Oxidation)그리고 전자를 얻는 경우에는 환원(Reduction)이라고 불린다.
산화화 환원
이온 또는 중성 분자의 산화는 양극(Anode) 발생한다. 예를 들어 양극에서는 제 1철 이온 제 2철이온으로 산화시킬 수 있다.
Fe2+(aq) → Fe3+ (aq) + e−
이온 및 중성 분자의 환원은 음극(Cathode)에서 일어난다.
음극에서는 페리시안 화합물을 페로시안 화합물로 환원시킬 수 있다.
Fe(CN)3- + e− → Fe(CN)4-
중성 분자들은 양극 또는 음극 모두에서 반응할 수 있다
수소 이온(H+ ion)은 용액의 산(acid) 뿐만 아니라 물과 메타놀과 같은 용매 자체에서 생산될 수 있다. 전기분해과정에서 수소이온이 생성되는 경우는 산성 용액에서 빈번하게 일어나며 알칼리용액에서는 수산화 이온(OH-)을 포함한 반응이 빈번하게 일어난다.
물과 같은 용매는 전극에서 산화화 환원이 일어난다. 가스확산전극(Gas diffusion electrode)를 사용하는 경우 가스를 활용한 전기분해가 일어나기도 한다.
전기분해과정에서 에너지 방출
깁스 프리 에너지(Gibbs Free Energy)의 변화 및 시스템에서의 효율을 고려한 전기에너지가 공급되어야 한다. 이론적으로 0에 가까울 수 있으며, 최대 열역학 효율은 반응의 자유에너지변화로 나눠진 엔탈피Enthalpy) 변화로 설명될 수 있다. 대다수의 경우 반응의 엔탈피 변화보다 많은 양의 전기가 공급되기 때문에 일부 전기 에너지는 열의 형태로 방출 될 수 있다. 몇몇 경우 고온 수증기의 전기분해를 통해 수소와 산소를 생성하는 경우 주변에서 열을 흡수하게 되며, 생성된 열량은 공급된 전기보다 높다.
유사 기술
다음 기술들은 전기분해와 관련이 있다.
ﾷ수소연료전지를 포함한 전기화학 셀은 전기를 생산하기 위해 다른 표준전극전위를 사용한다. 이온의 반응, 전기분해 및 전기화학셀의 운전은 관련이 있을 수 있으나, 전기분해의 역반응으로 고려하면 안된다.

전기분해의 파라데이 법칙
Main article: Faraday's laws of electrolysis
전기분해 제1법칙
고체 및 용액에 녹아있는 소금이 분해되는 총량은 회로상에 공급되는 전류의 총량과 비례한다. 전극에서 생성되는 물질의 총량(m)은 전기 또는 정류 총량(Q)와 비례하며 다음 식에서 k는 전기공학 상수이다.
m= k•Q
또는
m=e•Q
여기서 e는 전극에 형성되는 금속 또는 전극에서 생산되는 가스의 전기화학당량(Electrochemical equivalent)이다.
전기분해 제 2 법칙
각각 다른 전해질/물질에 공급되는 총 정류가 같다면, 전극에 형성 및 생성된 물질의 총량은 당량(equivalent weight)과 같다.
산업에서 사용되는 전기분해
알류미늄을 생산하기 위한 할-에루 공정(Hall-Heroult process)
- 전기야금(Electrometal lurgy)은 전기분해를 통해 금속화합물에서 금속을 환원시켜서 순수한 금속을 추출하는 공정이다. 알류미늄, 리튬, 소듐, 칼륨, 마그네슘, 칼슘 및 구리가 전기야금법으로 생산된다.
- 클로로 알칼리(Chlor-alkali)공정을 통해 염소와 수산화나트륨을 생산.
- 염소산나트륨 및 염소산칼륨 생산
- Electrofluorination을 통한 과불소화 유기화합물 생산
- 저순도의 구리를 양극으로 사용하여 고순도의 구리 생산
전기분해는 그 외에도 다른 사용처가 존재한다.
ﾷ 핵잠수함 및 우주비행기에서의 산소생산
ﾷ 저렴한 전기를 통해서 수소 생산
전기분해는 고고학적 유물들을 세척 및 보호하는데 사용된다. 비금속 물질에서 금속물질을 분리해 낼 수 있기 때문에, 오래된 동전에서부터 자동차 엔진 부품 등을 세척하는데 사용될 수 있다.

제조공정
전기분해는 제조공정에서 다음과 같이 사용된다.
전기도금(Electroplating): 지지물질 위해 금속 층을 형성하는 방법. 실용적인 이유로도 사용되지만, 예술의 목적으로도 사용된다.
전기화학적 기계가공(Electrochemical machining)

전기분해 용액에서의 산화환원짝(Half Reaction)
비활성 백금 전극(inert platinum electrode)과 용액상태의 특정 소금을 전기분해 한다면, 양이온의 환원 및 음이온의 산화가 일어난다. 다만, 특정 금속염의 경우 수소가 음극에서 형성되며 음이온을 함유하고 있는 염(SO42-)의 경우 양극에서 산소가 발생한다. 두 경우 모두 물이 환원되어 수소로 전환되고 산화되어 산소로 전화되기 때문에 발생하는 현상이다. 이론적으로 염용액을 전기분해하기 위해 양극 및 음극에 필요한 전압은 표전전극전위에서 확인될 수 있다. 표준전극전위의 경우 각 전극에서 일어나는 반응에 대해서 깁스 자유에너지(Gibbs free energy, ΔG)와 직접적으로 연관되어 있으며, 전류가 흐르지 않는 전극을 기준으로 한다. 아래의 표는 표준전극전위의 일부이다.
| Half-reaction            | E° (V)  | Ref. |
| Na+ + e− ⇌ Na(s)         | −2.71   | [21] |
| Zn2+ + 2e− ⇌ Zn(s)       | −0.7618 | [22] |
| 2H+ + 2e− ⇌ H2(g)        | ≡ 0     | [22] |
| Br2(aq) + 2e− ⇌ 2Br−     | +1.0873 | [22] |
| O2(g) + 4H+ + 4e− ⇌ 2H2O | +1.23   | [21] |
| Cl2(g) + 2e− ⇌ 2Cl−      | +1.36   | [21] |
| S 2O2− 8 + 2e− ⇌ 2SO2− 4 | +2.07   | [21] |

위 표를 기준으로 전기분해를 설명하자면, In terms of electrolysis, this table should be interpreted as follows:
ﾷ 산화물(일반적인 경우 양이온이다)의 경우 셀 전위가 보다 강한 음전위가 띄는 경우 양전위가 높은 산화물 보다 환원되기 어렵다. 예를 들어 소듐 이온을 소듐 전극에 환원시키는 것 보다 아연이온을 아연전극에 환원시키는 것이 쉽다.
ﾷ 환원물(일반적인 경우 음이온)의 경우 셀전위가 양전위를 띄는 물질이 음전위를 띄는 물질보다 산화되기 어렵다. 예를 들어, 브롬 이온을 산화시키는 것 보다 황산염 이온을 산화시키는 것이 어렵다.

네른스트 식을 사용하면 이온의 농도, 온도 그리고 필요로 하는 전자의 수를 기반으로 전극 전위는 계산할 수 있다. 순수(pH7)의 경우
ﾷ 환원을 통해 수소를 생산하는 전극 전위는 −0.41 V
ﾷ 산화를 통해 산소를 생산하는 전극 전위는 +0.82 V.
다른 물질들도 유사한 방식으로 계산될 수 있다. 1M의, ZnBr2,의 경우 환원을 통해 아연금속을 생산하기 위해 −0.76 V 가 필요하며 산화를 통해 브롬을 생산하기 위해 +1.10 V. ZnBr2 실험으로 본다면 물을 전기분해하는 경우 수소는 음극 산소는 양극에서 생산되어야 한다. 단, 계산된 전위는 열역학적으로 선호되는 반응을 의미한다. 실제로는 역동학(kinetics)와 같은 다른 요소들이 고려되어야 한다. 그렇기 때문에 표준전극전위에 명시된 전위보다 높은 전위가 인가되어야 반응이 일어나게 되며, 이러한 추가 전위는 과전압(overpotential)이라고 불린다. 과전압은 전극의 종류 및 셀구조에 의해 형성된다.
소금(NaCl,pH7)용액의 전기분해의 경우 소듐이온의 환원은 열역학적으로 매우 어려우며 전기분해 및 수소환원 반응 후 물은 수산화 이온(Hydroxide)만 남게 된다. 양극에서서는 물의 산화반응 대신 염소의 산화반응이 관찰되는데, 염화물이 산화되어 염소가 되는 과전압이 물이 산소로 산화되는 과전압보다 낮기 때문이다. 잔여하는 수산화이온과 용해된 염소가스는 그 후 차아염소산을 형성한다. 이러한 과정을 통해 생산되는 액체는 전해수라고 불리며, 살균과 같은 용도로 사용된다.

## 실험자 목록
- 앙투안 라부아지에 (Andy Lavoisier)
- 험프리 데이비 (Humphry Davy)
- 마이클 패러데이 (Michael Faraday)
- 폴 에루 (Paul Héroult)
- 스반테 아레니우스 (Svante Arrhenius)

- 아돌프 콜베 (Adolph Wilhelm Hermann Kolbe)
- 윌리엄 니컬슨 (William Nicholson)
- 조제프 루이 게이뤼삭 (Joseph Louis Gay-Lussac)
- 알렉산더 폰 훔볼트 (Alexsander pon Humbolt)
- 알레산드로 볼타 (Alessandro Volta)

## 같이 보기
- 패러데이의 전기분해 법칙